# Число-вампір
| n  | Кількість чисел вампірів довжини n |
| -- | ---------------------------------- |
| 4  | 7                                  |
| 6  | 148                                |
| 8  | 3228                               |
| 10 | 108454                             |
| 12 | 4390670                            |
| 14 | 208423682                          |

Число-вампір — складене натуральне число з парною кількістю цифр, яке можна розкласти на добуток двох деяких цілих (також їх називають «іклами»), які відповідають певним умовам. По-перше, кількість цифр у кожному з них має бути вдвічі меншою, ніж у вихідного числа. По-друге, якщо в одному з них остання цифра нуль, то інше закінчуватися нулем не може. По-третє, вихідне число має в будь-якому порядку містити всі цифри, що входять в «ікла», тобто для будь-якої цифри кількості входжень у вихідне число і в ікла повинні бути рівними.
Вперше числа-вампіри представив 1994 року вчений і письменник Кліфорд Піковер у книзі «Keys to Infinity» (Ключі до нескінченності).
Всі чотиризначні числа-вампіри з «іклами»:
{\displaystyle 1395=15\cdot 93,}
{\displaystyle 1260=21\cdot 60,}
{\displaystyle 1827=21\cdot 87,}
{\displaystyle 2187=27\cdot 81,}
{\displaystyle 1530=30\cdot 51,}
{\displaystyle 1435=35\cdot 41,}
{\displaystyle 6880=80\cdot 86.}

## Кілька пар іклів
Число-вампір може мати кілька різних пар іклів одночасно. Перше з нескінченно великої кількості чисел-вампірів з двома парами ікл:
125460 = 204 × 615 = 246 × 510
Перше з 3 парами ікл:
13078260 = 1620 × 8073 = 1863 × 7020 = 2070 × 6318
Перше з 4 парами ікл:
16758243290880 = 1982736 × 8452080 = 2123856 × 7890480 = 2751840 × 6089832 = 2817360 × 5948208
Перше з 5 парами ікл:
24959017348650 = 2947050 × 8469153 = 2949705 × 8461530 = 4125870 × 6049395 = 4129587 × 6043950 = 4230765 × 5899410

## Варіанти
Числа-псевдовампіри схожі на числа-вампіри, за винятком того, що ікла n-значного числа-псевдовампіра можуть мати довжину, відмінну від n/2 цифр. Числа псевдовампіри можуть мати непарну кількість цифр, наприклад 126 = 6 × 21.
Також вони можуть мати більше двох іклів, тобто числами-псевдовампірами є числа n, які можна подати у вигляді добутку чисел з використанням усіх цифр даного числа. Наприклад, 1395 = 5 × 9 × 31. Ця послідовність починається так :
126, 153, 688, 1206, 1255, 1260, 1395, …
Просте число-вампір, як його визначив Карлос Рівера 2002 року, є числом-вампіром, ікла якого є простими числами. Перші кілька простих чисел-вампірів:
117067, 124483, 146137, 371893, 536539
Станом на 2006 рік найвідомішим є квадрат (94892254795×10 45418+1)2, знайдений Єнсом Андерсеном 2002 року.
Подвійне число-вампір — це число-вампір, яке має пару ікл, які також є числами вампіра. Прикладом такого числа є 1047527295416280 = 25198740 * 41570622 = (2940 * 8571) * (5601 * 7422), яке є найменшим подвійним числом-вампіром.
Римське число-вампір — аналогічне поняття для римської системи запису чисел, наприклад, II × IV = VIII.